# خلقية الفجوة

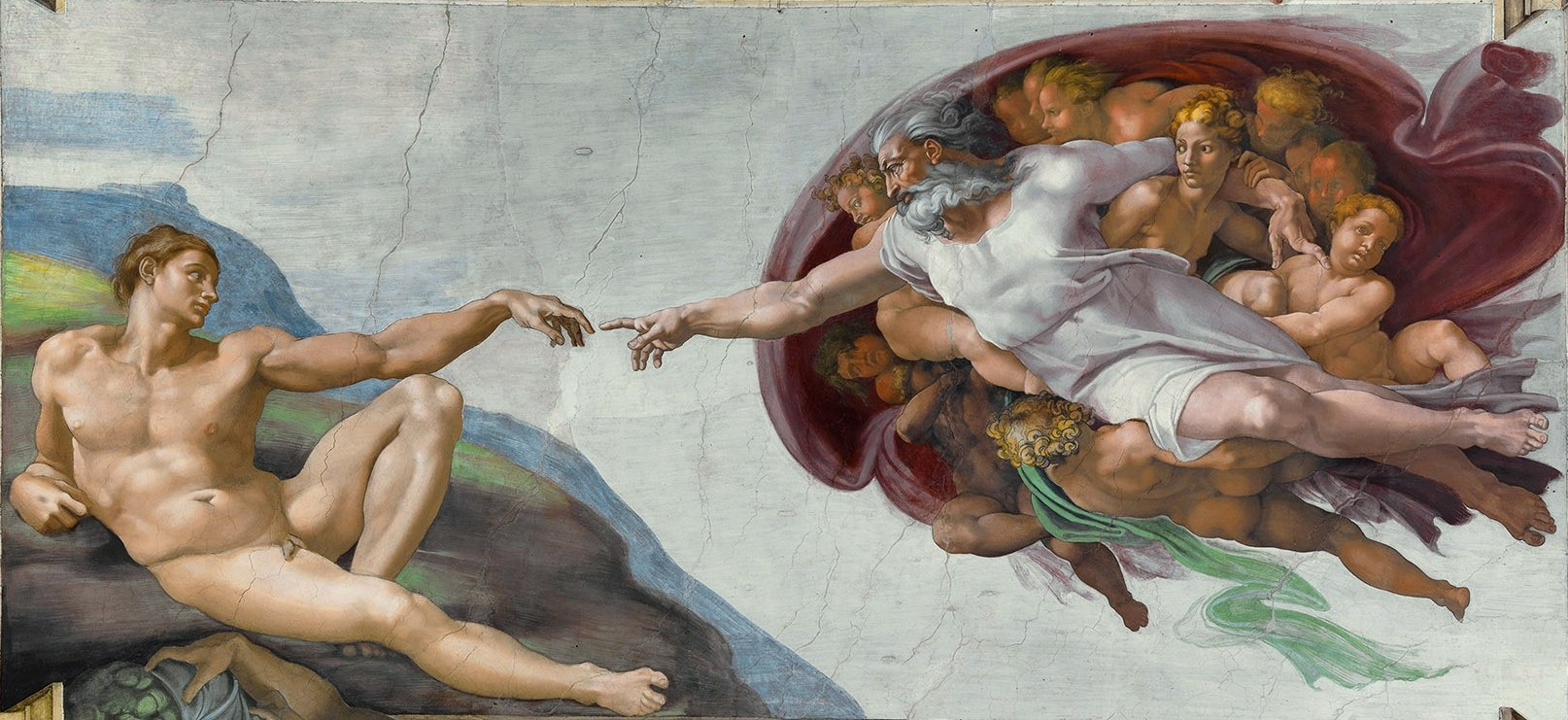

خلقية الفجوة (المعروفة أيضًا باسم خلقية الترميم أو خلقية الاستعادة أو «نظرية الفجوة») هي شكل من أشكال خلق الأرض القديمة التي تفترض أن فترة الخلق المكونة من ستة أيام كما هو موضح في كتاب التكوين، تضمنت ستة أيام حرفية مكون كل واحد من 24 ساعة بالضبط، ولكن كانت هناك فجوة زمنية بين خلقين متميزين في الآيات الأولى والثانية من سفر التكوين، والتي توضحها النظرية العديد من خلال الملاحظات العلمية، مثل عمر الأرض.   وهو يختلف عن خلق اليوم الحقبي، والذي يفترض أن «أيام» الخلق كانت فترات أطول بكثير (آلاف أو ملايين السنين)، وخلق الأرض الفتية، والذي على الرغم من أنه يوافق على ستة أيام حرفية لمدة 24 ساعة من الخلق لكنه لا يضع أي فجوة زمنية.